# Per Edmund Mordt
Per Edmund Mordt (Arendal, 25 marzo 1965) è un ex calciatore norvegese, di ruolo difensore.

## Carriera

### Club
Mordt iniziò la carriera con la maglia del Kolbotn. Passò poi al Vålerenga (per cui giocò un biennio) e vestì successivamente le casacche di Göteborg, Brann e Drøbak/Frogn.

### Nazionale
Mordt giocò 4 partite per la Norvegia under 21. Debuttò l'11 settembre 1984, nella vittoria per 3-0 sulla Svizzera under 21.
Indossò poi la maglia della Nazionale maggiore in 31 occasioni. Esordì il 31 luglio 1984, nella sconfitta per 2-1 contro la Francia. Il 16 giugno 1987 segnò l'unica rete, nella vittoria per 2-0 sempre sulla Francia.

## Palmarès

### Club

#### Competizioni nazionali
- Campionato norvegese: 1

Vålerenga: 1984
- Campionato svedese: 4

Göteborg: 1987, 1990, 1991, 1993
- Coppa di Svezia: 1

Göteborg: 1991
- Mästerskapsserien: 1

Göteborg: 1991

#### Competizioni internazionali
- Coppa UEFA: 1

Göteborg: 1986-1987